# Freesia alba
Freesia alba là một loài thực vật có hoa trong họ Diên vĩ. Loài này được (G.L.Mey.) Gumbl. miêu tả khoa học đầu tiên năm 1896.